# Economic Motors
Economic Motors war ein britischer Hersteller von Cyclecars und Motorrädern, der in der Wells Street in London W1 ansässig war.

## Cyclecar
Zur Bauzeit gibt es unterschiedliche Angaben: entweder von 1920 bis 1921 oder von 1921 bis 1922.
Das einzige Modell war ein dreirädriges Fahrzeug, das mit einem Verkaufspreis von nur £ 60 sicherlich das billigste britische Automobil seiner Zeit war.
Der Wagen hatte ein einzelnes Vorderrad und keine Federung, sodass alleine die Flexibilität der Reifen und des Eschenholzrahmens allfällige Schlaglöcher dämpften. Der zweisitzige Aufbau war sehr einfach gehalten und hatte keine Windschutzscheibe oder Wetterschutz.
Ein luftgekühlter Zweitakt-Boxermotor mit 165 cm³ Hubraum trieb über ein Zweigang-Reibradgetriebe mit Rückwärtsgang und eine Kette das rechte Hinterrad an. Der Wagen soll eine Höchstgeschwindigkeit von 48 km/h erreicht haben. Das Gewicht betrug lediglich 68 kg.

## Motorrad
Ein Motorrad mit dem gleichen Motor und ebenfalls mit Reibradgetriebe wurde für £28 Sh. 10 angeboten.